# 신양문화재단
재단법인 신양문화재단(Sinyang Cultural Foundation, 信陽文化財團)은 장학금 지원, 교육기관 및 학술연구단체 지원, 불우학생의 자활 지원, 산업기술에 관한 문헌 정보자료 관리·운영을 하고 있는 대한민국 재단법인이다. 초대 이사장 정석규가 1998년 12월 1일에 설립하여 1998년 12월 24일 서울특별시교육청으로부터 재단법인 설립을 허가 받았다. ‘신양’이라는 명칭은 초대 이사장 정석규의 호에서 딴 것이다. 서울특별시 영등포구 당산동에서 설립하여 2005년 10월 11일에 재단 소재지를 서울특별시 관악구 신림동 산56-1 서울대학교 44-1동 신양학술정보관 402호로 이전하였다. 현재는 봉천동 서울대학교 940동(연구공원본관) 2층에 위치한다.

## 목적
재단 설립의 목적은 초대 이사장 정석규가 본인의 古稀(고희)를 맞아 공익 사업을 통해 기업에서 얻은 소득을 사회에 환원하고자 하는 데에 있다. 경제적 어려움으로 인해 학업에 어려움을 겪는 학생들에게 장학금을 지원하여 유능한 인재로 성장케 하고, 교육기관 및 학술연구단체가 열악한 재정으로 제 역할을 다하지 못하는 경우가 없도록 필요한 설비와 운영비를 지원하며 결식 아동, 소년·소녀가장 등 가정형편이 어려운 불우 학생의 자활을 지원하고 우수한 과학기술 인력 육성을 위해 산업기술에 관한 문헌 정보자료를 관리·운영하는 일을 한다.

## 운영
이사장은 대외 재단법인을 대표하고 있으며 재단 내부 업무를 총괄하고 있다. 재단 설립 당시 기본재산(Capital Stock)은 5억 5천만 원이었으나 수 차례의 기본재산 증액을 통해 현재의 기본재산은 약 189억원에 달한다. 자세한 재무 현황은 홈페이지에서 살펴볼 수 있다.

## 역대 이사장
- 제1대: 정석규(1998년~2013년)
- 제2대: 오연천(2013년~2014년)
- 제3대: 성낙인(2014년~2019년)
- 제4대: 오세정(2019년~2023년)
- 제5대: 유홍림(2023년~현재)

## 연혁
| 날짜       | 내용 |
| ---------- | --- |
| 1998.11.20 | 재단법인 설립에 대한 제안 |
| 1998.11.28 | 설립 발기인 7명 지명 |
| 1998.12.01 | - 재단설립 발기인 총회 개최 - 설립취지 채택, 정관 심의 의결, 임원 선출 - 초대 이사장에 정석규 취임 - 설립 기본재산: 5억 5천만원 - 재단 소재지: 서울특별시 영등포구 당산동5가 9-2 |
| 1998.12.24 | 서울특별시교육청 재단법인 설립 허가 |
| 1998.12.30 | 제1차 기본재산 증액 10억 5천만 원 (총액 16억 원) |
| 2000.01.25 | 제2차 기본재산 증액 2억 원 (총액 18억 원) |
| 2000.08.26 | 제2기 대학(원)생 장학금 수여식 |
| 2000.09.08 | 제3차 기본재산 증액 5억 6천만 원 (총액 23억 6천만 원) |
| 2000.11.03 | 재단 소재지, 사업목적 추가 승인 (산업기술에 관한 문헌 정보자료 관리·운영, 부동산 임대업 추가)                                                                                    |
| 2000.11.14 | 재단 신 사옥 매입(서울시 영등포구 당산동6가 345-3) |
| 2000.11.20 | 영등포세무서 수익사업 사업자 등록 |
| 2001.01.06 | 재단 신사옥 입주 |
| 2001.03.03 | 제3기 대학(원)생 장학금 수여식 |
| 2001.12.10 | 제4차 기본재산 증액 16억 4천만 원 (총액 40억 원) |
| 2001.12.20 | 제5차 기본재산 증액 8억 원 (총액 48억 원) |
| 2002.02.27 | 제4기 대학(원)생 장학금 수여식 |
| 2002.05.01 | ‘신양문화재단’ 홈페이지 오픈 |
| 2002.06.20 | 상임이사 직제 신설 |
| 2002.07.29 | 대학장학생 인터넷 공개선발 제도 도입 |
| 2002.12.24 | 제6차 기본재산 증액 6억 원 (총액 54억 원) |
| 2003.02.24 | 공개선발1기 대학장학생 16명 선발 |
| 2003.03.08 | 제5기 대학(원)생 장학금 수여식 |
| 2004.02.20 | 공개선발2기 대학장학생 26명 선발 |
| 2003.03.08 | 재단창립 5주년 기념 및 제6기 대학(원)생 장학금 수여식 |
| 2004.02.20 | 공개선발2기 대학장학생 26명 선발 |
| 2004.02.28 | 재단창립 5주년 기념 및 제6기 대학(원)생 장학금 수여식 |
| 2004.04.25 | 과학기술서적1호 《고무공학》(Engineering with Rubber) 보급 개시 |
| 2005.02.24 | 공개선발3기 대학장학생 23명 선발 |
| 2005.03.05 | 제7기 대학생 장학금 수여식 |
| 2005.03.29 | 과학기술서적2호 《엘라스토머 입문》(An Introduction to Rubber Technology) 보급 개시                                                                                              |
| 2005.10.11 | 재단 소재지 이전 (서울시 관악구 신림동 산56-1) |
| 2006.02.24 | 공개선발4기 대학장학생 24명 선발 |
| 2006.02.24 | 재단 신사옥 매각 (서울시 영등포구 당산동6가 345-3) |
| 2006.02.28 | 영등포세무서 수익사업 사업자 말소 |
| 2006.03.04 | 제8기 대학생 장학금 수여식 |
| 2006.07.28 | 제7차 기본재산 증자 4억 원 (총액 58억 원) |
| 2007.02.09 | 공개선발5기 대학장학생 24명 선발 |
| 2007.02.28 | 제9기 대학생 장학금 수여식 |
| 2007.09.17 | 기부받은 지분에 대한 공동사업자등록 (수익사업) |
| 2007.12.31 | 제8차 기본재산 증자 95억 원 (총액 153억 원) |
| 2008.02.14 | 공개선발6기 대학장학생 38명 선발 |
| 2008.02.29 | 제10기 대학생 장학금 수여식 |
| 2009.02.06 | 공개선발7기 대학장학생 29명 선발 |
| 2009.02.25 | 재단 창립 10주년 기념 및 제11기 대학생 장학금 수여식 |
| 2010.02.21 | 제12기 대학장학생 25명 선발 |
| 2010.02.25 | 제12기 대학생 장학금 수여식 |
| 2010.11.30 | 제12기 대학장학생 15명 추가 선발 |
| 2010.12.02 | 제9차 기본재산 증자 36억 원 (총액 189억 원) |
| 2011.02.18 | 제13기 대학장학생 63명 선발 |
| 2011.02.18 | 제12기 대학생 장학금 수여식 |
| 2013.08.05 | 재단 소재지 이전 (관악구 봉천동 산4-2) |